# Colias berylla
Colias berylla é uma pequena borboleta da família Pieridae, isto é, as amarelas e os brancas; é encontrada em Sikkim, na Índia e no Tibete.

## Subespécies
- C. b. berylla
- C. b. bergeriana Verhulst, 1992